# شرکت راه‌آهن کیئو

علامت ویژهٔ شرکت راه‌آهن کیئو.

شرکت راه‌آهن کیئو (به ژاپنی: 京王電鉄 Keio-dentetsu) یک شرکت راه‌آهن خصوصی در ژاپن است. خطوط راه‌آهن این شرکت از جنوب غربی توکیو تا قسمت شمال استان کاناگاوا کشیده شده‌است. این شرکت در سال ۱۹۴۸ تأسیس شده‌است.

### نگارخانه

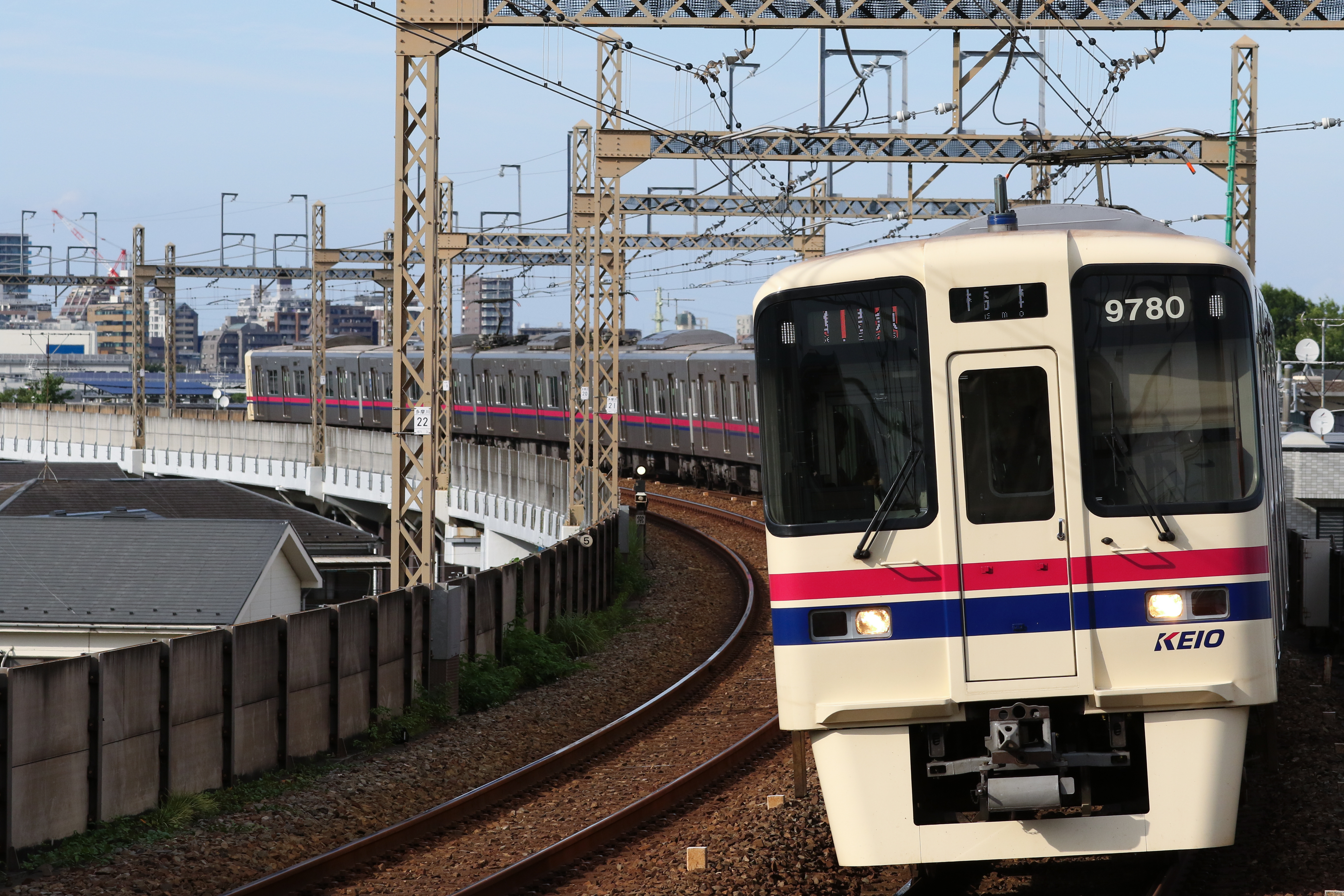

## خطوط کیئو

نقشهٔ مسیرهای خطوط راه‌آهن کیئو.

| نام خط            | نام خط به ژاپنی | نام ایستگاه‌های مبدأ و پایانی | طول خط برحسب کیلومتر |
| ----------------- | --------------- | ---------------------------- | -------------------- |
| خط کیئو           | 京王線          | شینجوکو - هاچی‌اوجی           | ۳۷٫۹                 |
| خط ساگامیهارا     | 相模原線        | چوفو - هاشیموتو              | ۲۲٫۶                 |
| خط تاکائو         | 高尾線          | کیتانو - تاکاسانگوچی         | ۸٫۶                  |
| خط اینوکاشیرا     | 井の頭線        | شیبویا - کیچیجوجی            | ۱۲٫۷                 |
| خط شین-کیئو       | 京王新線        | شینجوکو - ساسازوکا           | ۳٫۶                  |
| خط کیئو-دوبوتسوان | 動物園線        | تاکاهاتافودو - تامادوبوتسوان | ۲٫۰                  |
| خط کیئو-کئیباجو   | 競馬場線        | هیگاشی فوچو - سیمون مائه     | ۰٫۹                  |